# Тромс
Тромс (норв. Troms, северносаам. Romsa) — норвежская губерния (фюльке). Расположена на севере страны, граничит с фюльке Нурланн на юго-западе и фюльке Финнмарк на северо-востоке. На юге граничит со шведским леном Норрботтен и с финской провинцией Лаппи. На западе омывается водами Норвежского моря (Атлантический океан). Территория губернии полностью расположена за Полярным кругом. Фюльке Трумс как административная единица была учреждена в 1866 году, когда округа Сенья и Тромсё были выделены в провинцию (амт) Трумс из состава провинции Финмаркен. 1 января 2020 года фюльке Тромс была объединена с фюльке Финнмарк, образовав фюльке Тромс-ог-Финнмарк, однако, из-за негативного отношения жителей правительство Норвегии приняло решение вновь разъединить две фюльке 1 января 2024 года.
Административный центр — город Тромсё, другие крупные города — Финнснес, Харстад, Шервёй, Балсфьорд. Обслуживается аэропортами Тромсё, Харстад—Нарвик (Эвенес) и сетью мелких аэропортов.
Важный центр рыбной промышленности (крупнейшие рыболовецкие порты — Тромсё, Харстад, Шервёй), практикуется сельское хозяйство.
Население — главным образом норвежцы, но также саамы (во внутренних районах, а также на побережье в северной части фюльке, где проживают так называемые «морские саамы»), квены (субэтнос финнов) и иммигранты (в том числе русские).
В провинции имеется Арктический университет Норвегии и высшая школа (Харстад).

## Общая информация

### Название
До 1919 года фюльке назывался Тромсё амт. 1 июля 2006 года северно-саамское название фюльке — Romsa, получило официальный статус наряду с названием Трумс.
Фюльке (и город Тромсё) названы в честь острова Тромсёя, на котором они и расположены (др.-сканд. Trums). Существует несколько теорий происхождения названия Трумс. Одна из теорий говорит о том, что название происходит от старого названия острова (др.-сканд. Trums). Несколько островов и рек в Норвегии называются Трумса (Tromsa), и в этих случаях название происходит от слова Straumr, которое означает «(мощный) поток». Другая теория базируется на том, что остров Тромсёя первоначально назывался Lille Tromsøya (Маленькая Тромсёя), из-за его близости к более крупному острову, который сейчас называется Сёр-Квалё, а в соответствии с этой теорией раньше назывался Store Tromsøya (Большая Тромсёя) из-за характерной горы, которая называется Тромма (норв. Tromma — барабан, цилиндр). На саамском языке гора называется Rumbbučohkka (значение перевода идентично), она являлась священной горой для саамов в дохристианские времена.

### Герб
У коммуны современный герб (принят в 1960 году), хотя он имеет древние корни: на гербе дворянина Бьяркёя, умершего в 1313 году так же был изображён грифон.

## География

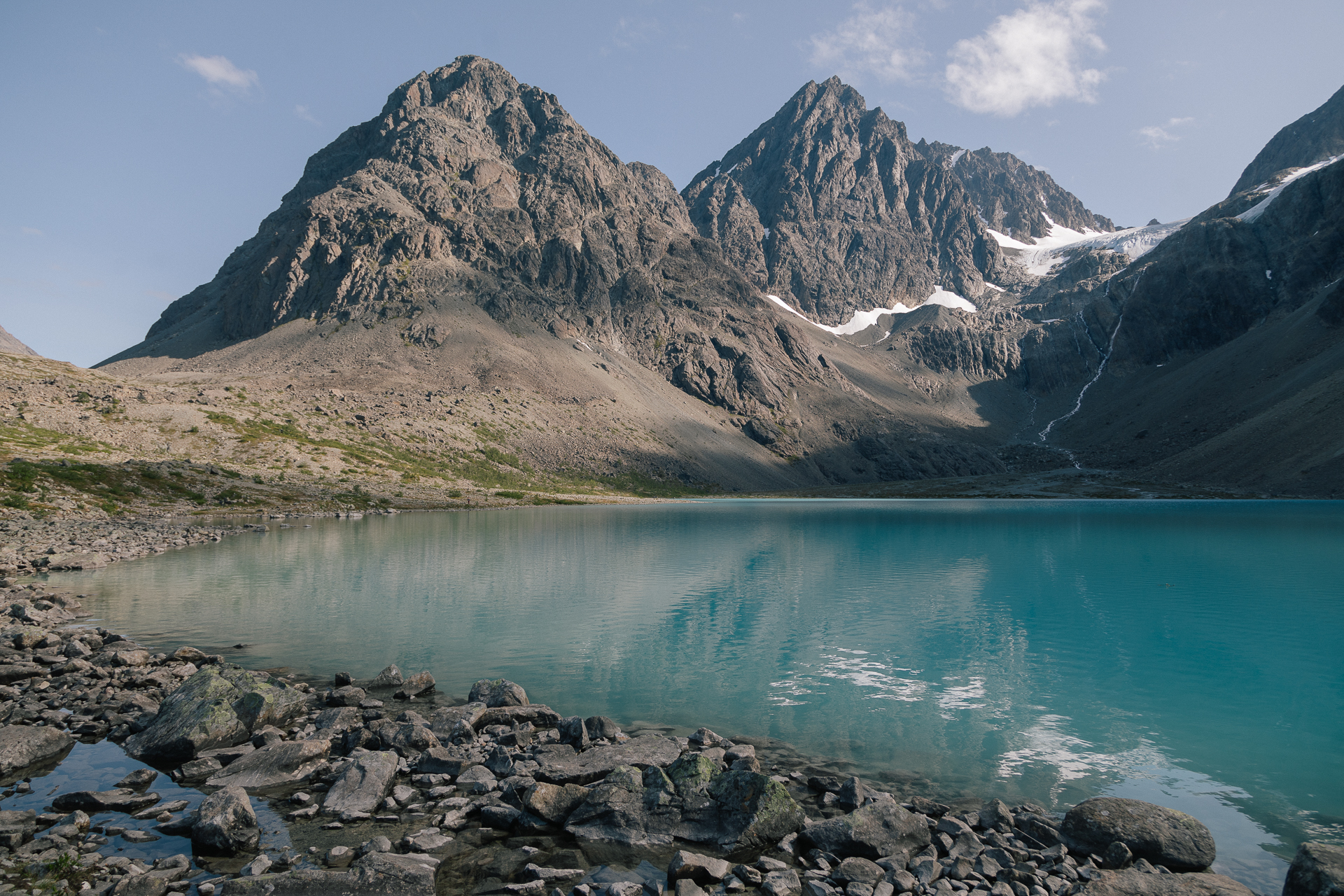
Озеро Бловатнет в Люнгенских Альпах

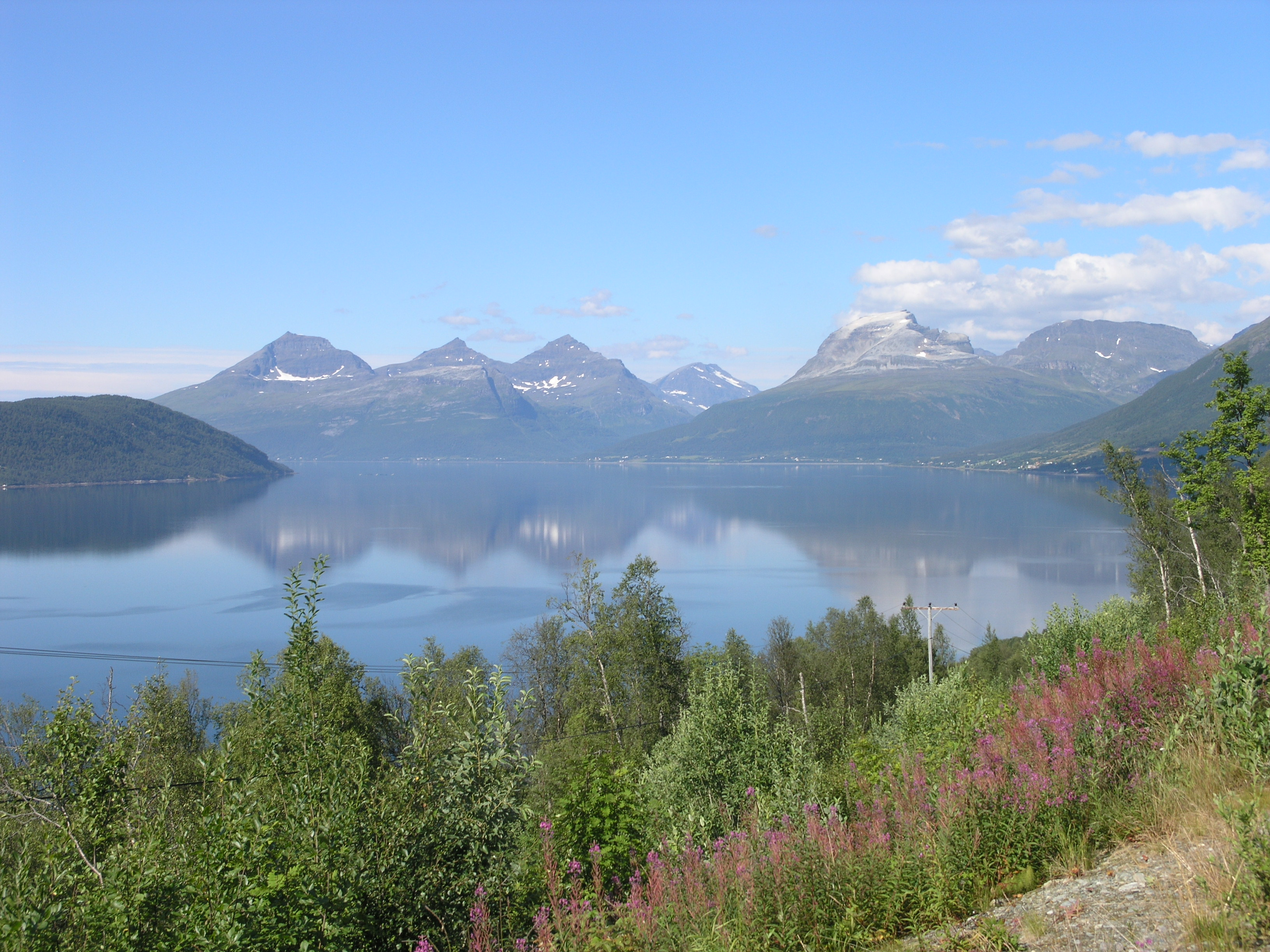
Балсфьорд в центральном Трумсе

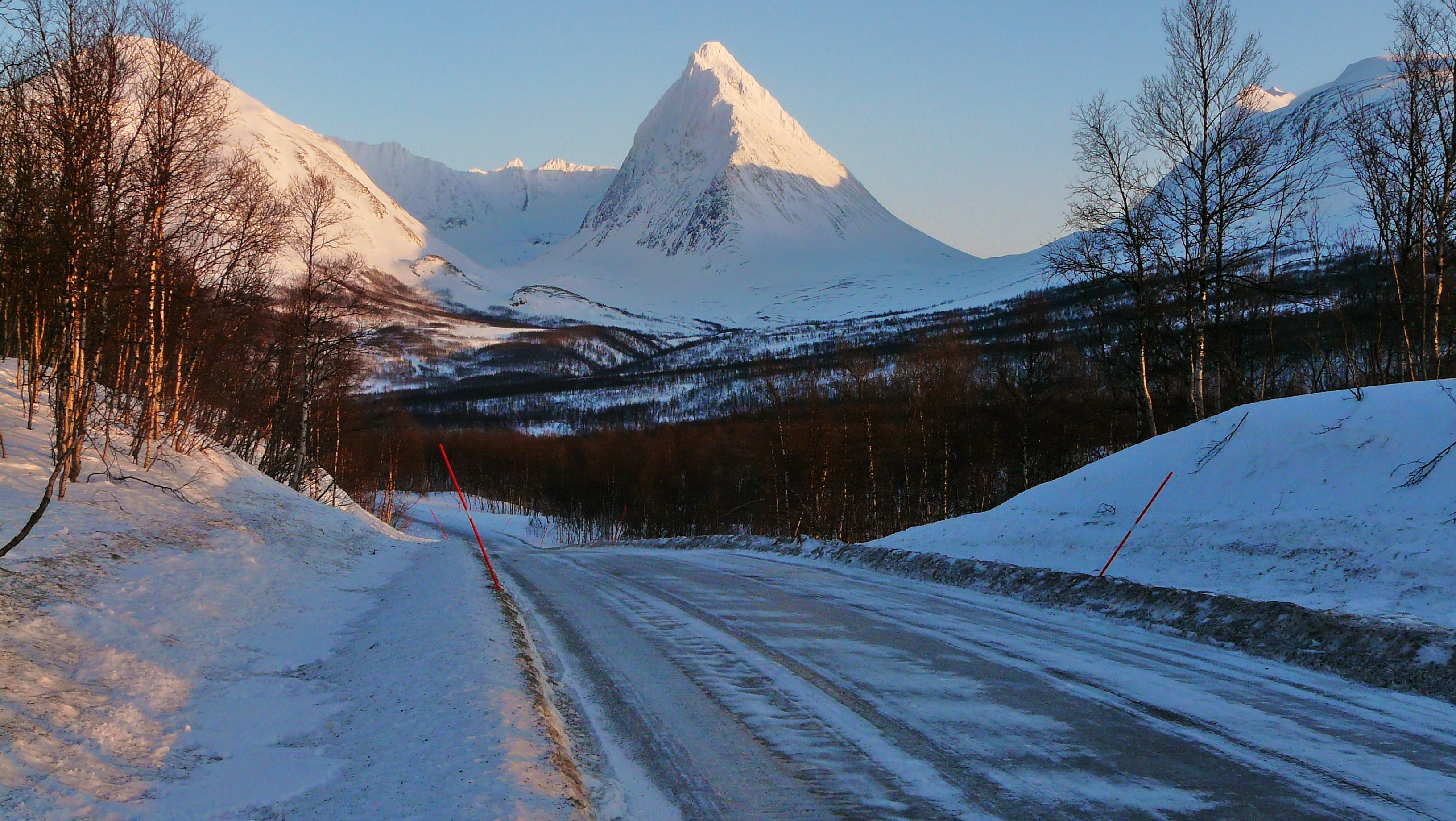
Гора Пиггтинд (Piggtind) высотой 1505 м в Люнгенских Альпах на границе коммун Трумсё, Балсфьорд и Стурфьорд, февраль 2009 года

Трумс расположен в северной части Скандинавского полуострова. Из-за большого удаления от плотно заселённых мест континента, фюльке является одной из наименее загрязнённых территорий в Европе. У Трумса очень изрезанная береговая линия Норвежского моря с большими и гористыми островами вдоль берега. Начиная с юга, крупнейшими островами являются: северо-восточная часть острова Хиннёя (южная часть расположена в фюльке Нурланн), Грютёя, Сенья, Сёр-Квалёй, Рингвассёй, Рейнёя, Ваннёя и Арнёя. Некоторые из этих островов, в частности, Сенья, имеют обрывистый берег с отвесными скалами и более пологий восточный берег. Так же на территории коммуны расположены несколько фьордов, крупнейшими из которых являются Вогсфьорд, Аннфьорд, Маланген, Балсфьорд, Улльсфьорд, Люнген и Квенанген. Во внутренней части фюльке расположено большое озеро Алтеватнет.
На территории фюльке находится множество гор. Самые высокие и отвесные находятся в Люнгенских Альпах (норв. Lyngsalpene), где расположены несколько ледников и самая высокая гора фюльке — Йеккеварри (норв. Jiekkevarre, северносаам. Jiehkkevárri), высотой 1,833 м. Название горы представляет собой соединение саамских слов «ледник» (северносаам. jiehkki) и «гора» (северносаам. várri). Несколько ледников расположены в Квенангене, в том числе и части ледника Эксфьордёкелен, последнего ледника континентальной Норвегии, айсберги от которого двигаются в направлении моря (в Йюкельфьорд). Крупнейшая река в Трумсе — Молсельва, крупнейший (но не самый высокий) водопад — Молсельвфоссен (норв. Målselvfossen), длиной 600 м и высотой 20 м. В некоторых частях Трумса находятся известняковые плиты, большое количество пещер расположены в Салангене и Сконланне.

## Административно-территориальное деление
Коммуны
| 1. Балсфьорд 2. Барду 3. Берг 4. Бьяркёй 5. Дюрёй 6. Гратанген 7. Харстад 8. Ибестад 9. Кофьорд 10. Карлсёй 11. Квефьорд 12. Квенанген 13. Лаванген | 1. Ленвик 2. Люнген 3. Молсэльв 4. Нуррейса 5. Саланген 6. Сконланн 7. Шервёй 8. Сёррейса 9. Стурфьорд 10. Торскен 11. Транёй 12. Тромсё |  |